# Chris Chapman
Christopher Hugh "Chris" Chapman (Sutton (Londres), 5 de maio de 1945) é um sismologista britânico.
Foi agraciado em 2013 com a Medalha de Ouro da Royal Astronomical Society, "por pesquisa excepcional pessoal e colaborativa em geofísica."

## Publicações
- Fundamentals of Seismic Wave Propagation, 2004